# Rudolf Weiss
Rudolf Weiss (1964.) je kulturni djelatnik njemačke zajednice u Vojvodini.
Rođen je 1964. godine. Studirao je na odjelu za povijest Filozofskog fakulteta u Novom Sadu gdje je diplomirao. U Osijeku se 1990. učlanio u udruženje Nijemaca, koje je bilo prvo udruženje Nijemaca u socijalističkoj Hrvatskoj. 1996. je godine osnovao Njemački narodni savez, udrugu Nijemaca koja ima sjedište u Subotici. Izabran je na dužnost predsjednika, a 2012. ponovno je izabran za tu dužnost.
1998. je uz razumijevanje lokalnih vlasti pokrenuo radijsku emisiju na njemačkom jeziku. Od iste te godine uređuje tu emisiju Unsere Stimme (Naš glas) koja se emitira na valovima Radija Subotice. 
2011. ga je godine predsjednik mađarskog parlamenta odlikovao medaljom mađarskog parlamenta koju je dobio za svoj rad na istraživanju prošlosti nacionalnih manjina. 
Listopada 2012. bio je primljen u njemački Bundestag, čime je bio prvi Nijemac iz Srbije koji je nakon Drugog svetskog rata kojem je to uspjelo.
Ljubitelj je alternativne glazbene, filmske i strip scene. Kum je imenu alternativnog fanzina iz 1991. Batschka Tribune. Zastupljen je u antologiji alternativne poezije "Đarski Totem" iz 1992. godine, pjesmom na njemačkom jeziku Deutsche Sprache Ist Wieder Da.